# Rainha Internacional do Café 2016
Rainha Internacional do Café 2016 foi a 45ª edição do tradicional concurso de beleza Rainha Internacional do Café, realizado dentro da famosa Feira de Manizales, na Colômbia, sempre nos primeiros dias do mês de Janeiro. O evento contou com a participação de 25 candidatas de três continentes diferentes. As músicas do cantor colombiano Sebastián Yepes embalaram o evento, que foi conduzido pelos jornalistas Adriana Betancurt e Ricardo Orrego. A japonesa Yuri Uchida coroou sua sucessora ao título, Maydeliana Díaz, da Venezuela, no final do evento.

## Resultados

### Colocação
| Posição        | País e Candidata                 |
| Rainha do Café | - Venezuela - Maydeliana Díaz    |
| 2º. Lugar      | - Brasil - Júlia Horta           |
| 3º. Lugar      | - Colômbia - Laura Prada         |
| 4º. Lugar      | - Espanha - María José García    |
| 5º. Lugar      | - Estados Unidos - Jeslie Mergal |

### Prêmios Especiais
- Foram distribuídos os seguintes prêmios especiais este ano:

| Prêmio          | País e Candidata              |
| Melhores Pernas | - Colômbia - Laura Prada      |
| Melhor Cabelo   | - Venezuela - Maydeliana Díaz |

### Rainha da Polícia
- Escolhidas pelos oficiais da corporação de Manizales: [2]

| Colocação  | País e Candidata                                                                                           |
| 1          | - Costa Rica - Lizbeth Valverde                                                                            |
| Finalistas | - Brasil - Júlia Horta - Espanha - María José García - Japão - Nanami Tomita - Venezuela - Maydeliana Díaz |

### Melhor Catadora de Café
| Colocação  | País e Candidata |
| 1          | - Porto Rico - Lolette Cruz |
| Finalistas | - Chile - Scarlet Astroza - Colômbia - Laura Prada - Costa Rica - Lizbeth Valverde - Japão - Nanami Tomita - Panamá - Catherine Agrazal |

### Ordem do Anúncio

#### Top 05
1. Brasil
2. Colômbia
3. Estados Unidos
4. Venezuela
5. Espanha

## Jurados

### Final
1. Andrés Pajón, fashion designer;
2. Natália Luna, editora da revista Jet-Set.
3. Vanessa Mendoza, Miss Colômbia 2002;

## Candidatas
A lista abaixo corresponde as candidatas confirmadas ao título deste ano: 
| País                 | Candidata         | I  | A    | Cidade Natal    | Ref    |
| Alemanha             | Selina Kriechbaum | 20 | 1.75 | Frankfurt       | [ 4 ]  |
| Argentina            | Emilia Colombo    | 21 | 1.71 | San Juan        | [ 5 ]  |
| Aruba                | Gabriela Croes    | 20 | 1.78 | Oranjestad      | [ 6 ]  |
| Bahamas              | Danielle Pratt    | 19 | 1.74 | Freeport        | [ 7 ]  |
| Bolívia              | Claudia Tavel     | 26 | 1.72 | Santa Cruz      | [ 8 ]  |
| Brasil               | Júlia Horta       | 21 | 1.72 | Juiz de Fora    | [ 9 ]  |
| Canadá               | Paola Nuñez       | 24 | 1.72 | Toronto         | [ 6 ]  |
| Chile                | Scarlet Astroza   | 20 | 1.69 | Santiago        | [ 10 ] |
| Colômbia             | Laura Prada       | 24 | 1.75 | Bogotá          | [ 11 ] |
| Costa Rica           | Lizbeth Valverde  | 20 | 1.72 | San Ramón       | [ 12 ] |
| El Salvador          | Escarlet Requeno  | 21 | 1.71 | San Miguel      | [ 6 ]  |
| Espanha              | María José García | 21 | 1.70 | Astúrias        | [ 13 ] |
| Estados Unidos       | Jeslie Mergal     | 23 | 1.74 | Miami           | [ 14 ] |
| Guatemala            | Marilyn Gravez    | 23 | 1.71 | Zacapa          | [ 6 ]  |
| Honduras             | Gabriela Salazar  | 23 | 1.75 | Tegucigalpa     | [ 15 ] |
| Japão                | Nanami Tomita     | 25 | 1.70 | Chiba           | [ 16 ] |
| Nicarágua            | Laura Castillo    | 18 | 1.70 | Masaya          | [ 17 ] |
| Panamá               | Catherine Agrazal | 24 | 1.73 | Veraguas        | [ 18 ] |
| Paraguai             | Katri Villamayor  | 20 | 1.72 | Juan Mallorquín | [ 19 ] |
| Peru                 | Carla Bastidas    | 20 | 1.72 | Lima            | [ 6 ]  |
| Porto Rico           | Lolette Cruz      | 19 | 1.70 | San Juan        | [ 20 ] |
| Portugal             | Inês Brusselmans  | 20 | 1.70 | Oeiras          | [ 21 ] |
| República Dominicana | Moesha Henríquez  | 19 | 1.80 | Santiago        | [ 22 ] |
| Uruguai              | Yuliana Peixoto   | 22 | 1.75 | Las Piedras     | [ 23 ] |
| Venezuela            | Maydeliana Díaz   | 18 | 1.76 | Maracay         | [ 24 ] |

## Agenda
Durante os dias que antecedem a final do evento, as misses cumprem uma agenda de atividades, como: 
| Data   | Horário         | Evento                                                                                              | Local                                          |
| ------ | --------------- | --------------------------------------------------------------------------------------------------- | ---------------------------------------------- |
| Jan 03 | 16:00 às 17:30  | Apresentação das candidatas à imprensa local. Entrega e leitura dos contratos & outras legalidades. | Hotel Carretero.                               |
| Jan 04 | 08:00 às 09:00  | Visita das candidatas ao Hospital Infantil Universitário.                                           | Hospital Infantil Universitário.               |
| Jan 04 | 17:00 às 19:00  | As rainhas visitam a Escola de Policiais Alejandro Gutiérrez.                                       | ESAGU.                                         |
| Jan 04 | 19:30 às 22:30  | Visita das candidatas à "Las Fondas y Arrierías".                                                   | Colégio INEM.                                  |
| Jan 05 | 10:00 às 13:00  | Desfile das candidatas em carro aberto.                                                             | Setor El Cable até Plaza de Bolívar.           |
| Jan 05 | 15:00 às 17:00  | Elaboração, pelas candidatas, das 5 melhores receitas de café.                                      | Santo Kaffeto Carrera.                         |
| Jan 06 | 07:00 às 13:00  | Visita das candidatas ao Parque Nacional Natural Los Nevados.                                       | Risaralda                                      |
| Jan 06 | 13:30 às 16:30  | Almoço e passeio turístico ao Parque Agroecológico Guacaica.                                        | Parque Agroecológico Guacaica.                 |
| Jan 06 | Início às 19:30 | Entrega da chave da cidade e presentes às candidatas.                                               | Hotel Termales el Otoño.                       |
| Jan 07 | 10:00 às 12:00  | Desfile em trajes de banho para os jurados qualificadores.                                          | Complexo Aquático "El Prado".                  |
| Jan 07 | 17:00 às 20:00  | Parada das Nações com o tema "Fantasías de Colombia para el Mundo"                                  | Setor El Cable.                                |
| Jan 08 | 07:00 às 11:30  | Visita das candidatas à zona do café, Chinchiná.                                                    | Zona Cafetera y Planta de Café Buendía.        |
| Jan 08 | 12:30 às 15:30  | Almoço das candidatas com o Governador de Caldas.                                                   | Clube Campestre.                               |
| Jan 08 | 18:00 às 19:00  | Desfile solene de Nossa Senhora da Esperança Macarena.                                              | Do Teatro Los Fundadores até a Praça de Toros. |
| Jan 08 | 21:30 às 23:00  | Visita das candidatas à Praça de Bolívar.                                                           | Plaza de Bolívar.                              |
| Jan 09 | 08:00 às 12:00  | Entrevista das candidatas com os jurados qualificadores.                                            | Hotel Carretero.                               |
| Jan 09 | 18:00 às 21:00  | Eleição da 45ª Rainha Internacional do Café.                                                        | Teatro Los Fundadores.                         |
| Jan 09 | 22:00 às 00:00  | Visita das candidatas ao Gran Concierto de Feria.                                                   | Estádio Palogrande.                            |

## Histórico
| - Aruba - Competiu pela última vez na edição de 2014. - Espanha - Competiu pela última vez na edição de 2014. - Estados Unidos - Competiu pela última vez na edição de 2014. - Uruguai - Competiu pela última vez na edição de 2014. | - México - Equador - Alejandra Torres - Haiti - Seydina Allen |

## Crossovers
Candidatas que possuem um histórico em outros concursos:
| Miss Universo - 2014: Bolívia - Claudia Tavel - (Representando a Bolívia em Doral, nos Estados Unidos) - 2015: Canadá - Paola Nuñez - (Representando o Canadá em Las Vegas, nos Estados Unidos) Miss Mundo - 2015: Honduras - Gabriela Salazar - (Representando Honduras em Sanya, na China) Miss Supranational - 2015: Portugal - Inês Brusselmans - (Representando Portugal em Krynica-Zdrój, na Polônia) Miss América Latina - 2015: Costa Rica - Lizbeth Valverde (5º. Lugar) - (Representando a Costa Rica em Quintana Roo, no México) - 2015: Peru - Carla Bastidas (Top 10) - (Representando o Peru em Quintana Roo, no México) Rainha do Turismo Internacional - 2015: Bahamas - Danielle Pratt - (Representando Bahamas em Wenzhou, na China) | Miss Intercontinental - 2014: Estados Unidos - Jeslie Mergal (2º. Lugar) - (Representando Cuba em Magdeburgo, na Alemanha) - 2015: Paraguai - Katri Villamayor - (Representou o Paraguai em Magdeburgo, na Alemanha) - 2015: Costa Rica - Lizbeth Valverde - (Representou a Costa Rica em Magdeburgo, na Alemanha) Rainha Hispano Americana - 2013: Bolívia - Claudia Tavel (8º. Lugar) - (Representando Bolívia em Santa Cruz, na Bolívia) Miss Continentes Unidos - 2014 - Honduras - Gabriela Salazar - (Representando Honduras em Guaiaquil, no Equador) Top Model of the World - 2015 - Alemanha - Selina Kriechbaum (Top 17) - (Representando o Mar Báltico em El Gouna, no Egito) Miss All Nations - 2016: Portugal - Inês Brusselmans - (Representando Portugal em Nanjing, na China) |